# Soubrette Sings Broadway Hit Songs
Soubrette Sings Broadway Hit Songs — седьмой студийный альбом американской певицы и пианистки Блоссом Дири, выпущенный в 1960 году на лейбле Verve Records. Это была это её первая запись с оркестровыми аранжировками.

## Отзывы критиков
| Оценки критиков                            | Оценки критиков |
| Источник                                   | Оценка          |
| ------------------------------------------ | --------------- |
| AllMusic                                   | [ 1 ]           |
| Billboard                                  | [ 2 ]           |
| Encyclopedia of Popular Music              | [ 3 ]           |
| MusicHound Jazz: The Essential Album Guide | [ 4 ]           |
| The Penguin Guide to Jazz                  | [ 5 ]           |

В своём обзоре для AllMusic Джон Буш написал: «Слушать ранние записи Блоссом Дири для Verve — значит думать, что она преуспела бы в исполнении любой песни при любых обстоятельствах; слышать, как Блоссом Дири поёт бродвейские хиты, значит понимать, что даже у неё есть ограничения». Рецензент журнала Billboard: «Неподражаемая мисс Дири, с этим пронзительным вокалом маленькой девочки, исполняет роль субретки в подборке мелодий, а также впервые исполняет свою вокальную партию, оставляя фортепиано на второй план. Её сопровождает прекрасное комбо, которое никогда не мешает ей, когда она предлагает „Rhode Island Is Famous for You“, „To Keep My Love Alive“, „Love Is the Reason“, и другие стильные мелодии для шоу — один из её самых элегантных сетов на сегодняшний день, и он наверняка понравится её поклонникам». В рецензии журнала Cash Box было сказано: «Мисс Дири, идеально подходящая по голосу в качестве субретки, привносит свою кокетливую музыкальную индивидуальность в коллекцию шаловливо-застенчивых и немного озорных песен со сцены Бродвея. Аранжировки Расса Гарсии — красноречивый пример того, как настоящее сотрудничество может улучшить настроение. Восхитительный альбом».

## Список композиций
1. «Guys and Dolls» (Фрэнк Лессер) — 2:52
2. «Confession» (Говард Дитц, Артур Шварц) — 2:44
3. «Rhode Island Is Famous for You» (Говард Дитц, Артур Шварц) — 2:14
4. «To Keep My Love Alive» (Ричард Роджерс, Лоренц Харт) — 3:26
5. «Too Good for the Average Man» (Ричард Роджерс, Лоренц Харт) — 3:31
6. «The Gentleman Is a Dope» (Оскар Хаммерстайн II, Ричард Роджерс) — 4:19
7. «Always True to You in My Fashion» (Коул Портер) — 2:52
8. «Napoleon» (Гарольд Арлен, Йип Харбург) — 4:19
9. «Life Upon the Wicked Stage» (Оскар Хаммерстайн II, Джером Керн) — 2:42
10. «The Physician» (Коул Портер) — 2:15
11. «Love Is the Reason» (Дороти Филдс, Артур Шварц) — 3:37
12. «Buckle Down, Winsocki» (Ральф Блейн, Хью Мартин) — 1:49

## Участники записи
- Аранжировка, Дирижер — Рассел Гарсия
- Вокал, фортепиано — Блоссом Дири
- Оркестр Расселла Гарсии